# Cerapachys aberrans
Cerapachys aberrans é uma espécie de formiga do gênero Cerapachys.